# Di Shvue
Di Shvue , en yiddish : די שבֿועה le Serment (également די בונדישע שבֿועה le Serment du Bund ou די נײַע שבֿועה le  Nouveau serment) est l'une des plus célèbres chansons du mouvement ouvrier juif et socialiste, et l'hymne de l'Union générale des travailleurs juifs, le Bund.
Avec le même nom et le même refrain, mais avec un texte modifié, il est également l'hymne du parti sioniste travailliste Poale Zion.

## Histoire
Le texte de la chanson est un appel à l'unité des Juifs, pour s'engager corps et âme pour la défaite du régime tsariste et du capitalisme. 
Il a été écrit en yiddish, en 1902, à Berne, par un poète, ethnographe et publiciste de l'Empire russe, Shalom Anski, pour la cinquième année de la fondation du Bund, et publié à Londres par le journal Der Yidisher arbeter (n° 14/1902). L'origine de l'air n'est pas connue et objet de controverses. Sont évoqués une chanson populaire moldave, une mélodie d'une symphonie du compositeur tchèque Bedrich Smetana, un vieux chant sépharade, ou encore des motifs allemands et russes (Puisque notre Seigneur est glorieux à Sion... (ru)). Elle a été harmonisée par le chef d'orchestre G. Beck. 
Au moment des célébrations du premier mai 1903, la nouvelle chanson est connue des Bundistes et devient l'hymne du parti.
Le texte d'Anski développe une chanson homonyme d'un auteur inconnu, dite Le Vieux Serment, dont une version a été créée en 1892, lors de la grève des tisseurs de talits de Kolomya. Les ouvriers-tisserands jurent sur la Torah de ne reprendre le travail qu'après la satisfaction de leurs revendications. Par la suite, la chanson dans les différentes variantes devient populaire parmi la population juive. La première exécution attestée de ce chant a lieu dans le village de Krynki, dans l'ouïeszd de Białystok, pendant une grève des tanneurs. La première publication du texte est faite également à Białystok, dans un tract du Bund.
La chanson a été interdite en Pologne jusqu'en 1926. À cette date, son éditeur obtient en appel la levée de l'interdiction de publier son texte dans le recueil des œuvres d'Anski.

## Exécution
Le Serment a été longtemps chanté dans les rencontres de Juifs socialistes, les réunions des membres du Bund et dans d'autres occasions solennelles,, comme le centenaire du parti, ou l'enterrement de Marek Edelmann, dernier dirigeant du soulèvement du ghetto de Varsovie.
Elle est également répandue dans les cercles de gauche non-juifs.
Seuls sont maintenant chantés le premier et le dernier couplets et le refrain. Les strophes suivantes, plus radicales, sont omises.